# Callicebus bernhardi
Callicebus bernhardi är en däggdjursart som beskrevs av M. G. M. van Roosmalen, T. van Roosmalen och Russell Alan Mittermeier 2002. Callicebus bernhardi ingår i släktet springapor och familjen Pitheciidae. IUCN kategoriserar arten globalt som livskraftig. Inga underarter finns listade.
Denna springapa blir 36 till 38 cm lång (huvud och bål), har en ungefär 55 cm lång svans och väger 700 till 1200 g. Ovansidan (inklusive huvudets topp) och extremiteternas utsida är täckta av gråsvart päls, ibland med inslag av brunt eller rödbrunt. Det finns en tydlig kontrast mot den orange pälsen på kinderna, hakan, buken och extremiteternas insida. I ansiktet förekommer bara glest fördelade hår och svart hud. De svarta öronen bär vita tofsar. Djurets händer och fötter är täckta av silvergråa hår. Callicebus bernhardi har en svartaktig svans förutom den vitaktiga spetsen.
Denna springapa förekommer i västra Brasilien mellan floderna Tapajós och Madeira. Levnadssättet är nästan helt outrett. Habitatet borde vara olika slags skogar. Andra springapor lever i små familjegrupper och äter frukter, blad, frön och insekter. Det antas att Callicebus bernhardi har samma beteende.